# Maarten van Garderen
Maarten van Garderen (Renswoude, 24 gennaio 1990) è un pallavolista olandese, schiacciatore del PAOK.

## Carriera

### Club
La carriera di Maarten van Garderen comincia nel 2006 quando entra a far parte del SSS: in questo periodo fa parte delle nazionali giovanili neerlandesi; nella stagione 2011-12 viene ingaggiato dall'Orion di Doetinchem, nella A-League, con cui si aggiudica lo scudetto.
Nella stagione 2012-13 si trasferisce nel Corigliano Volley, nella Serie A2 italiana, mentre nella stagione successiva è al Beauvais, nella Ligue A francese. Per l'annata 2014-15 veste la maglia del club tedesco del Friedrichshafen, nella 1. Bundesliga, con cui vince la Coppa di Germania e il campionato.
Nella stagione 2015-16 ritorna in Italia ingaggiato dalla Porto Robur Costa di Ravenna, in Serie A1, dove resta per due stagioni, per poi passare, nella stagione 2017-18 al Modena e in quella successiva alla Trentino, nella stessa divisione, con cui vince il campionato mondiale per club e la Coppa CEV. Nell'annata 2019-20 rimane in Superlega, trasferendosi alla Top Volley Latina, mentre in quella successiva si accasa allo Ziraat Bankası, militante nella Efeler Ligi turca e con cui conquista lo scudetto.
Per il campionato 2021-22 torna nuovamente al club di Modena, in Superlega, categoria dove gioca anche nell'annata successiva, difendendo i colori dell'Emma Villas.
Nella stagione 2023-24 firma per il PAOK, nella Volley League greca.

### Nazionale
Tra il 2006 e il 2009 fa parte delle selezioni olandesi giovanili, giocando per l'Under-19, l'Under-20 e l'Under-21.
Nel 2012 esordisce in nazionale maggiore, vincendo nello stesso anno la medaglia d'oro all'European League. Nel 2019 conquista il bronzo all'European Golden League.

## Palmarès

### Club
- Campionato olandese: 1

2011-12
- Campionato tedesco: 1

2014-15
- Campionato turco: 1

2020-21
- Coppa di Germania: 1

2014-15
- Campionato mondiale per club: 1

2018
- Coppa CEV: 1

2018-19

### Nazionale (competizioni minori)
- European League 2012
- European Golden League 2019